# Башкирская содовая компания
АО «Башкирская содовая компания» (баш. «Башҡортостан сода компанияһы» АЙ) — российское предприятие, производящее кальцинированную, пищевую и каустическую соду, ПВХ. Предприятие является единственным производителем терефталоилхлорида, анодов с рутений-иридиевым покрытием, флокулянта полиэлектролита катионного.
Состоит из двух основных производств, базирующихся в Стерлитамаке: производства «Сода» и производства «Каустик», также в структуру компании входит АО «Березниковский содовый завод» (г. Березники).
Юридически компания образована в 2013 году в результате объединения открытых акционерных обществ «Каустик» и «Сода». До 2021 года входила в состав АО «Башкирская химия».
В состав компании входят два производства химической продукции:
- производство «Каустик» (г. Стерлитамак, ул. Техническая, 32) — каустическая сода, поливинилхлорид суспензионный, кабельный пластикат, соляная кислота, дихлорэтан, терефталоилхлорид, хлорированные парафины, полиэтиленполиамины и др.
- производство «Сода» (г. Стерлитамак, ул. Бабушкина, 7) — кальцинированная сода, бикарбонат натрия, кальций хлористый, белые сажи и др.

## История

### История производства «Сода»
В 30-е годы прошлого столетия в стране в условиях развернувшейся крупномасштабной стройки возникла острая необходимость в кальцинированной соде и цементе. Были разведаны несколько регионов для размещения будущих заводов. Самым перспективным регионом была выбрана Башкирия. В 1936 году группа геологоразведчиков обнаружила, что стерлитамакские горы Шиханы располагают огромными запасами известняка, который является исходным сырьём для производства цемента и соды. К тому же при разведке нефтяных месторождений в районе города Ишимбая были обнаружены большие залежи каменной соли — второго важнейшего компонента химического производства соды.
Наличие рядом реки Белой с достаточным водным ресурсом обеспечило выгодные условия для строительства в г. Стерлитамаке промышленного предприятия.
Площадка для строительства Стерлитамакского содового завода была выбрана в 1939 году. В 1941 году началось строительство содового завода. Сюда начало поступать эвакуированное оборудование из Украины со Славянского и Донецкого содовых заводов. В военное время в тяжелейших условиях происходило строительство предприятия.
В марте 1945 года была получена первая партия каустической соды.
В августе 1945 года правительством было принято решение об увеличении производства кальцинированной и каустической соды. Через шесть лет было завершено строительство и монтаж оборудования первой очереди цехов по производству кальцинированной соды. С 10 ноября 1951 года Стерлитамакский содовый завод начал регулярный выпуск кальцинированной соды.
Почти одновременно с этим в 1946 году было начато строительство цементного завода. Первый цемент был получен в апреле 1952 года.
Рядом с цементным заводом в 1952 году началось строительство завода по выпуску кровельного шифера. Шиферный завод начал работать 18 февраля 1956 года.
Все три завода — содовый, цементный и шиферный — были связаны общей сырьевой базой, единой системой снабжения электроэнергией, водой и паром. 1 июля 1957 года на базе этих производств был образован содово-цементный комбинат. С начала 1950 годов и до сегодняшнего дня он остаётся крупнейшим производством в Стерлитамаке.
В 1960-е годы на заводе были построены цеха по производству очищенного гидрокарбоната натрия (соды пищевой), белой сажи.
В 1970-е годы состоялся пуск третьей очереди производства кальцинированной соды, построены: первый в стране цех по выпуску тяжёлой соды, цех по выпуску строительного гипса, комплекс цехов бариевого производства, цех известняковой муки для нужд сельского хозяйства.
В апреле 1975 года Стерлитамакский содово-цементный комбинат был переименован в производственное объединение «Сода».
В 1980-1990-е годы было введено в строй производство синтетических моющих средств, производство стеновых блоков, построен цех углекислотной белой сажи.
В декабре 1994 года постановлением главы администрации г. Стерлитамака было зарегистрировано акционерное общество открытого типа «Сода», которое стало правопреемником Государственного производственного объединения «Сода».
1 июля 2008 года произошла реорганизация ОАО «Сода» путём выделения ЗАО «Строительные материалы» и ЗАО «Сырьевая компания».

### История производства «Каустик»

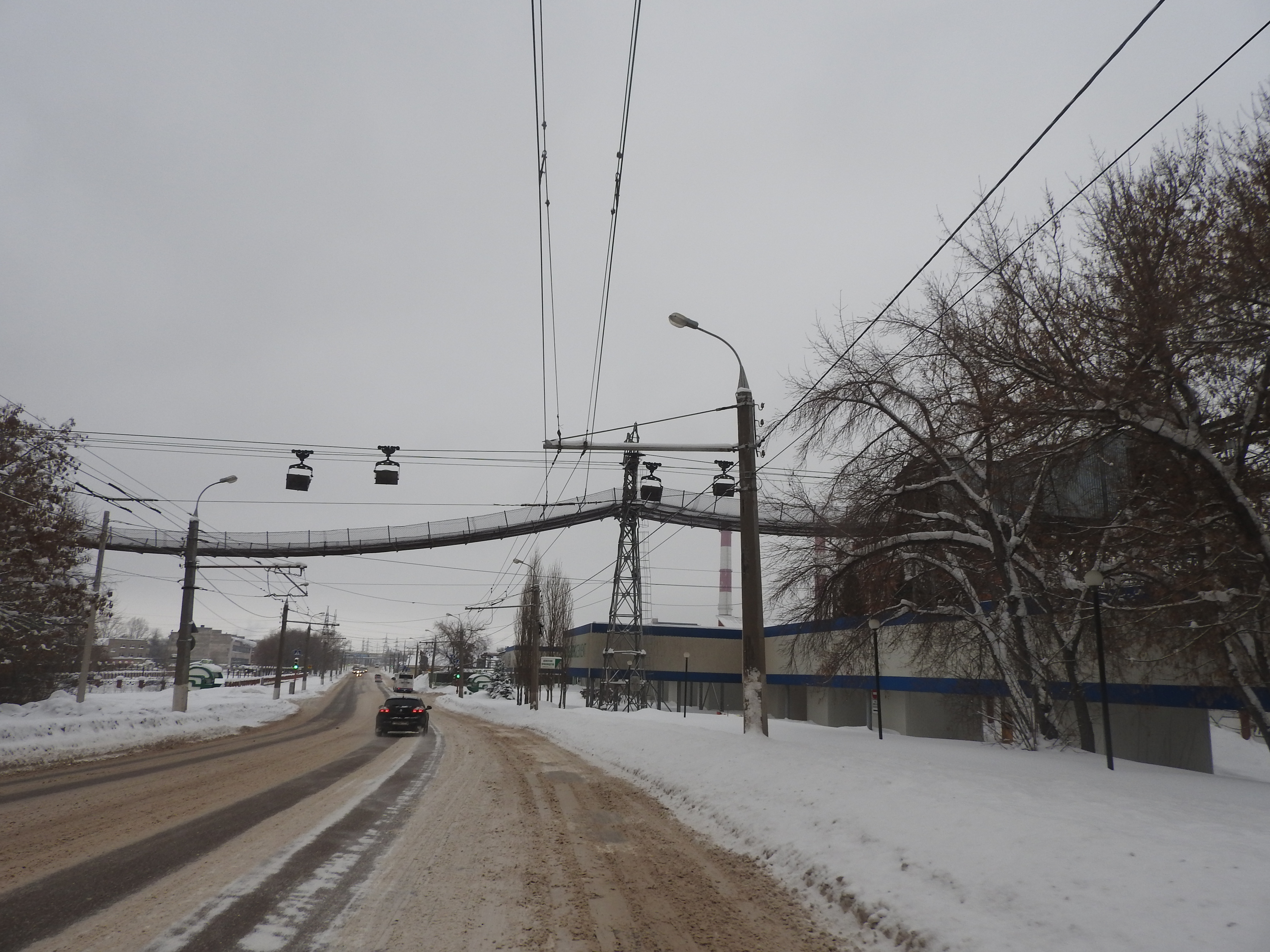

История завода «Каустик» начинается в 1955 году, когда Совет Министров СССР принял официальное решение о строительстве в Стерлитамаке химического завода. Основанием для принятия данного решения послужило наличие Яр-Бишкадакского месторождения соли в городе Ишимбае — основного сырья для производства каустической соды, а также богатые месторождения нефти, продукт переработки которой — этилен — используется в получении дихлорэтана и на его основе винилхлорида и поливинилхлорида.
Днём своего рождения акционерное общество «Каустик» считает 8 августа 1964 года — день, когда был подписан акт приёмки в эксплуатацию первой очереди Стерлитамакского химического завода.
Структура молодого завода включала в себя цеха по производству карбоната натрия (соды кальцинированная), хлора, дихлорэтана, хлороводорода и соляной кислоты, а также объекты общезаводского назначения: азотно-кислородный цех, аммиачно-холодильный цех, центральную заводскую лабораторию, биологические очистные сооружения, ремонтно-механическую службу.
Как сопутствующий продукт при электролизе растворов поваренной соли образуются водород и хлор, поэтому дальнейшее развитие предприятия было направлено на максимальное связывание хлора с целью обеспечения технологической и экологической безопасности. В 1966 году был введён в эксплуатацию цех по производству поливинилхлорида мощностью 45 тыс. т/год.
С 1967 по 1975 годы были пущены технологические линии по производству гипохлорита кальция, кабельных пластикатов, плёнок, товаров народного потребления, соды каустической диафрагменным методом.
8 декабря 1976 года Стерлитамакский химзавод был переименован в производственное объединение «Каустик». В этот период были введены в эксплуатацию производства хлорированного поливинилхлорида, соды каустической по технологии компании «Оронцио де Нора», цех гипохлорита натрия, цех гербицидов, цех по сжиганию хлорорганических отходов.
С 1982 по 1985 годы был введён в эксплуатацию цех получения полиэлектролита катионного марки ВПК-402, создан завод по изготовлению нестандартного оборудования.
С 1985 по 1988 годы в эксплуатацию было введено производство хлористого алюминия, ингибиторов коррозии серии «Викор», полиэтиленполиаминов. Во исполнение постановления № 781 от 14.08.87 г. «О первоочередных мерах по охране окружающей среды городов Стерлитамака и Салавата Башкирской АССР» выведено из эксплуатации производство соды каустической и хлора ртутным методом по технологии фирмы «Кребс», реализованы экологические мероприятия по демеркуризации.
С 1989 по 2001 годы были введены в строй производства линолеума и скатертей поливинилхлоридных, погонажных изделий (профилей и окон ПВХ), построен комплекс получения винилхлорида мощностью 135 тыс. т/год, проведена крупномасштабная реконструкция производства поливинилхлорида с увеличением мощности до 120 тыс. т/год, освоена технология получения терефталоилхлорида, создан научно-технический центр.
В 1991 году производственное объединение «Каустик» было преобразовано в закрытое акционерное общество «Каустик».
С 2001 по 2003 годы были введены в эксплуатацию производства хлористого кальция и пластиковых панелей, проведена реконструкция производства перхлорэтилена.

### «Башкирская содовая компания»
Весной 2013 года ОАО «Каустик» и ОАО «Сода» объединились в ОАО «Башкирская содовая компания».
В январе 2023 года, из-за вторжения России на Украину, АО «Башкирская содовая компания» было внесена в санкционный список Украины.
В 2020 году выручка компании составила 64,5 млрд рублей. В 2022 году выручка составила 85,907 млрд рублей (рост на 14,5%). В структуре основная часть доходов — реализация кальцинированной соды (42%), ПВХ — 21%, каустической соды — 8%, пищевой соды — 5%.
Консолидированная чистая прибыль по МСФО АО «Башкирская содовая компания» и дочерних предприятий за 2022 год составила 6,667 млрд.

## Собственники и руководство
С 1 июля 2019 года генеральным директором АО «БСК» и АО «БСЗ» назначен Давыдов Эдуард Маликович.
26 августа 2020 года президент России Владимир Путин на заседании правительства РФ лично поручил генеральной прокуратуре РФ проверить соблюдение законов при приватизации БСК. 1 сентября 2020 года Арбитражный суд Башкортостана по иску Генпрокуратуры России арестовал акции АО «Башкирская содовая компания». 4 декабря 2020 года суд удовлетворил иск Генеральной прокуратуры об изъятии акций «Башкирской содовой компании» у АО «Башкирская химия»  в полном объёме.
12 марта 2021 года появилась информация со ссылкой на Генеральную прокуратуру РФ о том, что акции «Башкирской содовой компании» перечислены на счёт Росимущества.
7 июня 2021 г. президентом РФ подписан Указ №354 от 7 июня 2021 г. согласно которому 38,3 % акции компании передаются в собственность  Республики Башкортостан и 11,3 % в доверительное управление АО «Региональный фонд».
В марте 2025 года указом Владимира Путина БСК исключили из реестра стратегических производств, в котором компания состояла с июня 2021 года.
В июне 2025 года стало известно, что 57,43 % акций, находившихся в федеральной собственности, были проданы холдингу «Росхим», который, предположительно, контролируется Аркадием Ротенбергом. При этом Республика Башкортостан сохранила за собой контрольный пакет акций (38,3 % акций, переданных в 2021 году и 11,7 % + 1 акция, проданных «Росхиму» и находящихся в доверительном управлении).

## Продукция
Продукция БСК удостоена Платиновых и Золотых Знаков качества.
- Сода кальцинированная
- Натрий двууглекислый (бикарбонат натрия)
- Хлористый кальций (жидкий), хлористый кальций кальцинированный
- Сажи белые и кремнезёмные наполнители
- ПВХ
- Сода каустическая
- Кабельные пластикаты
- Соляная кислота
- Ингибиторы коррозии
- Древесно-полимерный композит
- Терефталоилхлорид

## Критика
Заместитель генерального директора Башкирской содовой компании Марина Бортова в августе 2018 года в эфире программы «Клинч» на «Эхе Москвы в Уфе» заявила, что деятельность БСК не оказывает никакого влияния на экологию республики; её оппонент — доктор химических наук Марс Сафаров — в свою очередь утверждал, что предприятие не обладает достаточным количеством воды, чтобы отходы производства («дистиллерная жидкость») могли растворяться в безопасной для экологии концентрации.
В 2020 г. БСК планировала использовать в качестве источника известняка гору (шихан) Куштау, являющуюся уникальным природным геологическим и биологическим объектом, и приступила к работам, но этому воспрепятствовали гражданские активисты (до этого в результате деятельности компании была полностью уничтожена аналогичная гора Шахтау).
Деятельность БСК оказывает негативное влияние на окружающую среду. В 2013 году природоохранная прокуратура оштрафовала компанию за нарушение экологического законодательства на 30 000 рублей>. Жители Стерлитамака регулярно жалуются на качество воздуха в городе. В 2024 году Роспотребнадзор обнаружил превышение ПДК вредных веществ на границе санитарно-защитной зоны предприятия. В марте 2024 года уголовное дело о загрязнении воздуха взял под контроль Председатель Следственного комитета Александр Бастрыкин.